# Itame wavaria
Itame wavaria là một loài bướm đêm trong họ Geometridae.